# Мурашевка
Мурашевка — упразднённая деревня в Купинском районе Новосибирской области России. Входила в состав Лягушенского сельсовета. Ныне урочище. Упразднена в 1977 году.

## География
Располагалась в 17 км (по прямой) к юго-востокуу от центра сельского поселения села Лягушье.

## История
Основана в 1908 г.
В 1928 году посёлок Мурашевский состоял из 48 хозяйств. В административном отношении входил в состав Андреевского сельсовета Черно-Курьинского района Славгородского округа Сибирского края.
В годы коллективизации в деревне был образован колхоз «18 партсъезд». В 1951 году колхоз вошел в состав укрупненного колхоза имени Жданова. Снята с учёта решением Новосибирского облсовета народных депутатов № 509 от 28.07.1977 года.

## Население
В 1926 году в посёлке проживало 230 человек (116 мужчин и 114 женщин), основное население — украинцы.